# Bầu cử lãnh đạo Đảng Xã hội Bồ Đào Nha 2023
Cuộc bầu cử lãnh đạo Đảng Xã hội Bồ Đào Nha 2023 được tổ chức vào ngày 15 và 16 tháng 12 năm 2023. Cuộc bỏ phiếu lãnh đạo được triệu tập sau khi Thủ tướng và Tổng Bí thư Đảng Xã hội António Costa từ chức vào ngày 7 tháng 11 năm 2023. Người chiến thắng trong bầu cử này sẽ làm lãnh đạo Đảng Xã hội để tranh cử trong bầu cử lập pháp năm 2024.